# Jasper (Alabama)
|  | Dieser Artikel wurde aufgrund von inhaltlichen Mängeln auf der Qualitätssicherungsseite des Projektes USA eingetragen. Hilf mit, die Qualität dieses Artikels auf ein akzeptables Niveau zu bringen, und beteilige dich an der Diskussion! Eine nähere Beschreibung der zu behebenden Mängel fehlt. |

Jasper ist eine City und County Seat des Walker County im US-Bundesstaat Alabama. Das U.S. Census Bureau hat bei der Volkszählung 2020 eine Einwohnerzahl von 14.572 ermittelt. Benannt ist sie nach William Jasper, einem Helden des amerikanischen Revolutionskrieges.

## Geographie
Nach den Angaben des United States Census Bureaus hat die City eine Fläche von 70 km², wovon 0,04 % auf Gewässer entfallen und der Rest auf Land. Der einzige nennenswerte Wasserlauf ist der Town Creek, der das Stadtgebiet grob von Norden nach Süden durchfließt und es über den Tombigbee River zur Mobile Bay entwässert.

## Geschichte
Die Besiedlung Jaspers begann um 1815. Der Ort wurde nach William Jasper benannt, einem bekannten Sergeant in der Kontinentalarmee, der 1779 im amerikanischen Unabhängigkeitskrieg fiel. Der erste Siedler, E. D. Musgrove übertrug dem County Land unter der Bedingung, dass die darauf gegründete Stadt zum Verwaltungssitz wurde. Im Sezessionskrieg marschierten Unionstruppen unter General James H. Wilson auf ihrem Weg zur Schlacht um Selma durch Jasper, wobei sie einen Teil der Stadt in Brand steckten, darunter das Courthouse, und das Umland plünderten. Im Jahr 1886 wurde die Stadt als eigenständige Gebietskörperschaft inkorporiert.
1886 erhielt Jasper einen Anschluss an das Eisenbahnnetz der Kansas City and Memphis Railroad, zwei Jahre später einen an die Sheffield and Birmingham Railroad. Dadurch verzeichnete der Ort einen erheblichen Bevölkerungszuwachs von 200 Einwohnern auf über 3000. In den 1890er Jahren bildeten Kohleabbau und deren Weiterverarbeitung in Koksöfen sowie Holzernte und der Betrieb von Sägemühlen die wichtigsten Wirtschaftszweige in Jasper und Umgebung. Im Jahr 1905 begann die Elektrifizierung der Stadt auf Grundlage von Wasserkraft. Nach mehreren Bränden wurde 1907 das heutige Courthouse fertiggestellt. Am 1. Dezember 1920 zerstörte ein Feuer große Teile des Stadtkerns, der aber schnell wieder aufgebaut wurde. Im Jahr 1923 stand das County-Krankenhaus. Die Great Depression der 1930er Jahre hatte schwere wirtschaftliche Folgen für den Ort, so dass die Works Progress Administration zur Konjunkturförderung Jaspers mehrere Bauprojekte finanzierte, darunter ein Veranstaltungszentrum und die heutige County-Bibliothek. Präsident Franklin Delano Roosevelt besuchte 1940 die Stadt, als er der Beerdigung seines Freundes William B. Bankhead beiwohnte, der den Kongresswahlbezirk lange Zeit im Repräsentantenhaus vertreten hatte.
Im April 1974 verursachte ein Tornado große Schäden in  der Innenstadt. Wie viele andere Städte litt Jasper in den letzten Jahrzehnten an massenhafter Aufgabe oder Wegzug von Geschäften aus der einst prosperierenden downtown vor dem Hintergrund der Suburbanisierung und der Eröffnung von Einkaufszentren im Umland.

## Kultur und Sehenswürdigkeiten

### Bauwerke
Drei Bauwerke und ein Historic District in Jasper sind im National Register of Historic Places („Nationales Verzeichnis historischer Orte“; NRHP) eingetragen (Stand 25. Mai 2021), das Bankhead House, die First United Methodist Church, der Jasper Downtown Historic District und das Walker County Hospital.
Das Bankhead House war die Residenz des Kongressabgeordneten und mehrfachen Sprecher des Repräsentantenhauses Bankhead. Hier wuchs seine Tochter, die Schauspielerin Tallulah Bankhead auf. Das Haus ist heute ein Museum und kann besichtigt werden. Ein weiteres Museum ist das Carl Elliott House. Hierbei handelt es sich um einen Bungalow, in dem der Kongressabgeordnete Carl Elliott von den 1940er Jahren bis zu seinem Tod lebte.

## Söhne und Töchter der Stadt
- Polly Holliday (* 1937), Schauspielerin
- Sandy Posey (1944–2024), Country-Sängerin
- Michael Rooker (* 1955), Schauspieler
- Eric Esch (* 1966), Superschwergewichtsboxer